# Louis Boffet
Louis Boffet, né le 8 septembre 1921 à Chauffailles en Saône-et-Loire et mort le 11 septembre 1997, est un évêque catholique français, évêque de Montpellier de 1976 à 1996.

## Éléments biographiques
Louis Boffet est ordonné prêtre le 12 avril 1947.
Nommé évêque auxiliaire de Lyon le 24 juin 1970 par le pape Paul VI, il est consacré le 20 septembre suivant par le cardinal Alexandre Renard avec comme co-consécrateurs Armand-François Le Bourgeois et Lucien-Sidroine Lebrun.
Il est nommé évêque coadjuteur de Montpellier le 21 juin 1975 puis évêque de Montpellier le 15 mai 1976. Il se retire le 6 septembre 1996.
Il décède le 11 septembre 1997.